# Akademia Teatralna w Helsinkach
Akademia Teatralna w Helsinkach (fiń. Teatterikorkeakoulu, szw. Teaterhögskola) – uczelnia artystyczna w Helsinkach.
Działała do 2012, po czym weszła w skład Uniwersytetu Sztuki w Helsinkach.
W gronie absolwentów Hanna-Riikka Siitonen, fińska aktorka i piosenkarka.